# تپه جزن
تپه جزن مربوط به دوران‌های تاریخی پس از اسلام است و در شهرستان دامغان، بخش مرکزی، روستای جزن واقع شده و این اثر در تاریخ ۱۱ دی ۱۳۸۰ با شمارهٔ ثبت ۴۶۳۸ به‌عنوان یکی از آثار ملی ایران به ثبت رسیده است.